# Dóc
Dóc ist eine ungarische Gemeinde im Kreis Szeged im Komitat Csongrád-Csanád. Sie liegt drei Kilometer westlich der Theiß.

## Sehenswürdigkeiten
- Römisch-katholische Kirche Kisboldogasszony

## Verkehr
Dóc ist nur über die Landstraße Nr. 4524 zu erreichen. Der nächstgelegene Bahnhof befindet sich ungefähr sieben Kilometer westlich in Balástya.